# ローマ歌劇場

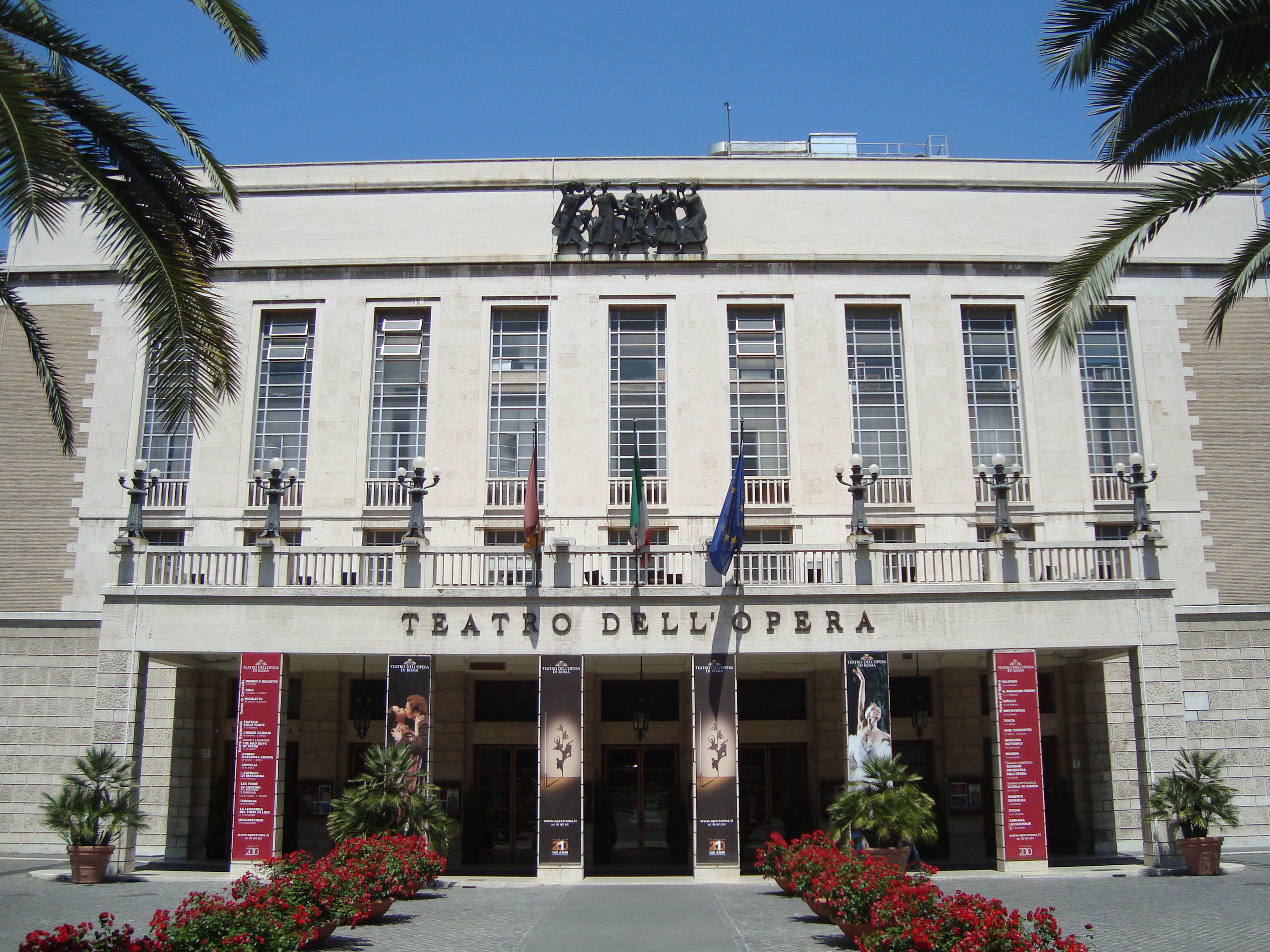
The Teatro dell'Opera di Roma at the Piazza Beniamino Gigli

ローマ歌劇場（イタリア語: Teatro dell'Opera di Roma）は、イタリア・ローマにある歌劇場。1880年11月に開場した「コスタンツィ劇場」がその前身である。数度にわたる名称の変遷、改修工事を経て、現在は総席数約1,600の歌劇場である。日本語では「ローマ・オペラ座」とも呼ばれている。

## 歴史

### コスタンツィ劇場（1880年-1926年）
「コスタンツィ劇場」の名前はこの劇場を建てた施主、ドメニコ・コスタンツィ（1810年 - 1898年）の名に由来する。彼は私財をもってこの劇場を計画し、設計をミラノの劇場建築家アキッレ・スフォンドリーニに委嘱した。ローマ皇帝ヘリオガバルスの邸宅がかつてあった用地にこの新歌劇場は18か月で完成し、1880年11月27日、ロッシーニ『セミラーミデ』の上演で開場した。
スフォンドリーニは劇場の音響効果に留意し、馬蹄形の劇場内部構造全体が一種の共鳴室となるように計画した。席数2,212（2,293との異説あり）の劇場は3層のボックス席、その上部に壇式座席区画 (amphitheatre) 、さらにその上部に2区画の独立した天井桟敷を設けて、上にアンニーバレ・ブルニョーリの手になる美しいフレスコ画のドームを戴いていた。
ドメニコ・コスタンツィはこの歌劇場を自ら運営し、経済的困難はあったものの、数多くの世界初演を行うことができた。その代表が1890年5月17日、マスカーニ『カヴァレリア・ルスティカーナ』の大成功である。ドメニコの死後、その息子エンリコ・コスタンツィが運営を引き継ぎ、やはり著名作品、すなわち1900年1月14日、プッチーニ『トスカ』の初演を挙行した（『トスカ』自体ローマを舞台としており、ご当地オペラということになる）。
1907年にコスタンツィ劇場は支配人ヴァルテル・モッキ率いるSocietà Teatrale Internazionale e Nazionale (STIN) に買収され、1912年から1925年まではモッキの妻であるソプラノ歌手、エンマ・カレッリを支配人として興行が行われた。

### 王室歌劇場（1926年-1946年）
1926年11月にコスタンツィ劇場はローマ市庁によって買収され、王室歌劇場 (Teatro Reale dell'Opera) と改称された。建築家マルチェッロ・ピアチェンティーニの設計による部分改築が行われ、15か月の休場の後、1928年2月27日、ボーイトの『ネローネ』によって再開場した。
この改築によっていくつかの大きな変化がもたらされた。「劇場通り」（Via del Teatro）として知られていた道路に面していた劇場入口は建物反対側に移された（旧入口は現在ではホテル・クイリナーレの庭園となり、新入口側には後に「ベニャミーノ・ジーリ広場」 (Piazza Beniamino Gigli) が造営された）。壇式座席区画は廃止され、ボックス席の4階部分およびバルコニーとされた。内装はスタッコ細工や装飾が新調され、また直径6メートルにも及び、27,000個ものクリスタルをちりばめた豪華なシャンデリアが吊るされた。
首都ローマの豪壮な都市計画を進行していたムッソリーニのファシスト政権はこの王室歌劇場も精力的に梃入れした。大恐慌の影響でニューヨーク・メトロポリタン歌劇場を離れイタリアに帰国したジーリ、ラウリ＝ヴォルピ（ともにテノール）や、カニーリア、チーニャ（ともにソプラノ）、スティニャーニ（メゾソプラノ）などのイタリア人名歌手を集結させ、名指揮者トゥリオ・セラフィンを音楽監督に戴いて、同歌劇場はミラノ・スカラ座に比肩し得る黄金時代を現出した。
1937年からは、ローマ市内にある古代ローマ時代の公衆浴場遺跡、カラカラ大浴場での野外公演（観客収容人数6,000）も夏期シーズンに開催されている。

### ローマ歌劇場（1946年-）
第二次世界大戦後の王政から共和政への政体の変化に伴い、歌劇場はローマ歌劇場 (Teatro dell'Opera di Roma) と再改称された。1958年にはローマ市庁によって更なる改修・近代化が行われた。今回もマルチェッロ・ピアチェンティーニが設計を行い、ファサード、入口、ロビーなどに大規模な変更がなされた。空調設備もその後取り付けられたが、劇場の良好な音響は現在でも保持されている。現在の総席数は約1,600である。
1958年1月2日、時のイタリア共和国大統領ジョヴァンニ・グロンキの臨席を仰いでローマ歌劇場が行ったベッリーニ『ノルマ』の公演は混乱の舞台となった。題名役ノルマを演じたマリア・カラスは発声の不調を訴え、第1幕終了後に出演を放棄した。場内は怒号の渦巻く大騒動となり（そのライブ録音も現存する）、それはカラスの絶頂期からの没落を象徴する一夜となったのである。なお北イタリアの諸歌劇場よりはワンランク低い評価を受けており、ずば抜けた大人口を擁する首都の歌劇場としては寂しい状態にあった。
2010年よりリッカルド・ムーティを音楽監督に迎えることが決まり、注目を集めた。だが2014年9月21日、運営資金難、楽団員の労働組合活動などを理由に、ムーティが終身名誉指揮者を辞任した。10月2日、182人のすべての団員(合唱、オーケストラ)を2014年末で解雇することを決めた。その後、労組が妥協に応じて解雇は撤回されたが、オペラ発祥国の首都の歌劇場があわや消滅というニュースは世界を驚かせた。
2019年から2021年までダニエレ・ガッティ、2022年からミケーレ・マリオッティが音楽監督を務める。

## 交通
|  | 最寄り駅は、「レプッブリカ駅」。 |

テルミニ駅からも徒歩でアクセス可能である。

## 外部サイト
- ローマ歌劇場公式サイト（伊語・英語）